# Раевсикт (сельское поселение Куратово)
Раевсикт  — деревня в Сысольском районе Республики Коми в составе сельского поселения  Куратово. 

## География
Расположена на расстоянии менее 4 км на юго-запад от центра поселения села Куратово.  

## Население
Постоянное население  составляло 99 человек (коми 100%) в 2002 году, 61 в 2010 .